# Microcrambus bellargus
Microcrambus bellargus là một loài bướm đêm trong họ Crambidae.